# ده آقا (ساوه)
ده آقا (ساوه)، روستایی از توابع بخش مرکزی شهرستان ساوه در استان مرکزی ایران است.
این روستا 5 کیلومتر بعد از روستای ورده و 3 کیلومتری روستای پیغمبر اشمعیل می باشد.

## جمعیت
این روستا در دهستان خراقان قرار دارد و براساس سرشماری مرکز آمار ایران در سال ۱۳۸۵، جمعیت آن ۲۸ نفر (۱۴خانوار) بوده‌است.